# Bnei Herzliya
Il Bnei Herzliya è una società cestistica avente sede a Herzliya, in Israele. Fondata nel 1985, nel 2002 si è fusa con il Maccabi Ra'anana dando origine al Bnei HaSharon; tuttavia nel 2012 l'unione si è conclusa ed è tornato a chiamarsi Bnei Herzliya. Gioca nel campionato israeliano.
Disputa le partite interne nel HaYovel Herzliya, che ha una capacità di 1.750 spettatori.

## Roster 2021-2022
Aggiornato all'8 dicembre 2021.
|    | Naz.                                        | Ruolo | Sportivo           | Anno | Alt. | Peso | Note |
| -- | ------------------------------------------- | ----- | ------------------ | ---- | ---- | ---- | ---- |
| 1  | Stati Uniti (bandiera) · Israele (bandiera) | G     | Sandy Cohen        | 1995 | 198  | 91   |      |
| 2  | Stati Uniti (bandiera)                      | C     | Sha'markus Kennedy | 1998 | 203  | 100  |      |
| 3  | Israele (bandiera)                          | G     | Yair Kravitz       | 1999 | 193  | 86   |      |
| 6  | Israele (bandiera)                          | G     | Dori Sahar         | 2001 | 195  |      |      |
| 8  | Israele (bandiera)                          | AP    | Shawn Dawson       | 1993 | 198  | 93   |      |
| 9  | Stati Uniti (bandiera)                      | AG    | Maurice Kemp       | 1991 | 203  | 86   |      |
| 11 | Belgio (bandiera)                           | C     | Andy Van Vliet     | 1995 | 213  | 107  |      |
| 12 | Israele (bandiera)                          | P     | Edo Fogel          | 2001 | 187  |      |      |
| 13 | Israele (bandiera)                          | AP    | Noam Weinberg      | 1998 | 200  |      |      |
| 18 | Israele (bandiera)                          | P     | Omri Kuperman      | 2002 | 185  |      |      |
| 19 | Stati Uniti (bandiera)                      | G     | Chris Babb         | 1990 | 196  | 100  |      |
| 21 | Stati Uniti (bandiera)                      | P     | Quinton Hooker     | 1995 | 183  | 93   |      |
| 32 | Stati Uniti (bandiera)                      | AC    | Chinanu Onuaku     | 1996 | 208  | 111  |      |
| 41 | Israele (bandiera)                          | AG    | Dor Anavi          | 2001 | 203  |      |      |

### Staff tecnico
| Allenatore: | Oren Aharoni |
| Assistenti: | Yoav Shamir  |

## Palmarès

### Titoli nazionali
- Coppa di Israele: 2

1995, 2022.